# Sandbäck, Mölndal
Sandbäck är ett område i sydvästra delen av kommundelen Östra Mölndal (motsvarande Stensjöns distrikt) i Västra Götalands län. Det bestod redan på 1550-talet av två hemman.

## Historia
På 1550-talet bestod Sandbäck av de två hemmanen Prästgården och Kullen. År 1673 lydde Prästgården under Johan Gabriel Stenbock och från 1677 bodde kaplanen i Fässberg Per Hermenius där. Kullen ägdes 1777 av Martin Holterman och sedan han avlidit skänkte änkan avkastningen till socknens skola.
Det fanns en avrättningsplats i Långås lider, öster om Kungsbackavägen 131. Den sista avrättningen skedde den 11 augusti 1824, då sjörövaren och båtsmannen Johannes Andersson från Flatås i Västra Frölunda avrättades.
Inom området har funnits flera trädgårdsmästerier.
Då Rävekärr bebyggdes under åren 1969–1974, kom bostadsområdet även söder om bäcken Sandbäck (Alebäcken) att benämnas Rävekärr, det vill säga även Sandbäcks Prästgård hamnade i Rävekärr.
Sandbäck omfattar området söder om Rävekärrsgatan, norr om Kållered och öster om Ävaån (Kålleredsbäcken).